# 錫傑維
錫傑維是馬耳他的市镇，位於馬爾他島南部，距離首都瓦萊塔10公里。市镇面積位19.9平方公里，2021年人口数量位9,318人。

## 外部連結
- 官方网站  （马耳他文） （英文）